# Колодіївка (Тернопільський район)
Колоді́ївка — село на заході України, у Скалатській міській громаді Тернопільського району Тернопільської області. До 2015 року підпорядковувалося сільраді з центром у селі Панасівка. У зв'язку з переселенням жителів хутір Скала виключений із облікових даних. Розташоване на сході району. 
Населення — 1110 осіб (2001).

## Історія
В полях, на схід від села, виявлено поселення черняхівської культури.
У селі помітні сліди Княжого тракту — шляху часів Русі.
Перша писемна згадка — 1568 року як власність Я. Сенявського.
Діяли «Просвіта» (від 1895), «Сільський господар» (від 1928), «Союз українок» (від 1937) та інші товариства, кооператива.
14 липня 2015 року ввійшло у склад Скалатської міської громади.
12 червня 2020 року, відповідно до розпорядження Кабінету Міністрів України  № 724-р «Про визначення адміністративних центрів та затвердження територій територіальних громад Тернопільської області», село увійшло до складу Скалатської міської громади.
19 липня 2020 року в результаті адміністративно-територіальної реформи та ліквідації Підволочиського району, село увійшло до складу новоствореного Тернопільського району.

## Населення
Населення
1110 осіб

### Мова
Розподіл населення за рідною мовою за даними перепису:
Українська - 100%

## Пам'ятки

### Архітектури
- церква святого великомученика Димитрія    (1904 р., мурована). 
Останнього вівторка кожного місяця у церкві Святого Дмитрія відбуваються молитви за оздоровлення, на які з'їжджаються тисячі прочан з усіх куточків України.
- костел святого Станіслава Костки (відбудований на початку ХХІ ст.)
- монастир святого Теодора Студита (1995 р., перенесено із Риму старанням Кардинала Любомира Гузара)
- капличка біля Колодіївського джерела Пресвятої Богородиці (2003 р.).

### Пам'ятники
- пам'ятник полеглим у німецько-радянській війні воїнам-односельцям (1967 р., скульп. Яків Ягода)
- хрест із Розп'яттям (раніше зберігався у парафіяльному костелі Тернополя) на цвинтарі.

### Природи
- Комплексна пам'ятка природи місцевого значення Прохова скалка.
- Колодіївське джерело Пресвятої Богородиці.

Розташоване на східній околиці, освячене 2003 року після з'явлення прочанам образу Богородиці, впорядковане, споруджено капличку з статуєю («фігурою») Святої Марії.

## Соціальна сфера
Діють загальноосвітня школа І–ІІІ ступенів, клуб, бібліотека, ФАП, відділення зв'язку, фольклорний гурт «Колодіївські забави». Громадська організація «КОЛОДІЇВСЬКА ГРОМАДА РИБАЛОК».

## Відомі люди

### Народилися
- доктор Юрчинський Остап Никифорович — громадський і політичний діяч, делегат УНРади ЗУНР від Чортківського повіту
- Роман Слюзар  — український правник, громадський діяч[5], доктор права, голова Виділу Бучацької повітової філії товариства «Просвіта»[6]
- священник Слюзар Володимир — реліґійно-громадський діяч, репресований «совітами», брат Слюзара Романа, небіж Студинського Кирила[7]
- підприємець, український громадський діяч у Канаді, мемуарист, автор монографій та публікацій в періодичних виданнях історичних досдіджень новітньої історії України — Олександр Брик
- Мисик Олег Іванович (1957) — український дипломат. Надзвичайний і Повноважний Посланник другого класу. Генеральний консул України у Бересті.
- громадські діячі:
  - підприємець у Канаді Роман Брик[8]
  - педагог, правник, один з українських першопоселенців у Канаді, посадник Канори Петро Козяр[9]
  - вчитель, український громадський діяч у Канаді Микола Стрик[10]
- польський письменник Владислав Козебродський,
- фольклорист і краєзнавець М. Крищук,
- господарник і громадський діяч Н. Миколюк,
- доктор політології, дипломат І. Мисик
- господарник, кандидат економічних наук М. Чирка
- лінгвіст Я. Хануш.

### Перебували
- козацький полковник Максим Кривоніс
- фольклорист о. Г. Галька
- письменники Іван Франко, Андрій Малишко
- Верховний архієпископ Києво-Галицький, Глава Української греко-католицької церкви Гузар Любомир
- ієромонах Планчак Григорій.
- учителював доктор історичних наук, професор Генріх Стронський[11]

## Галерея

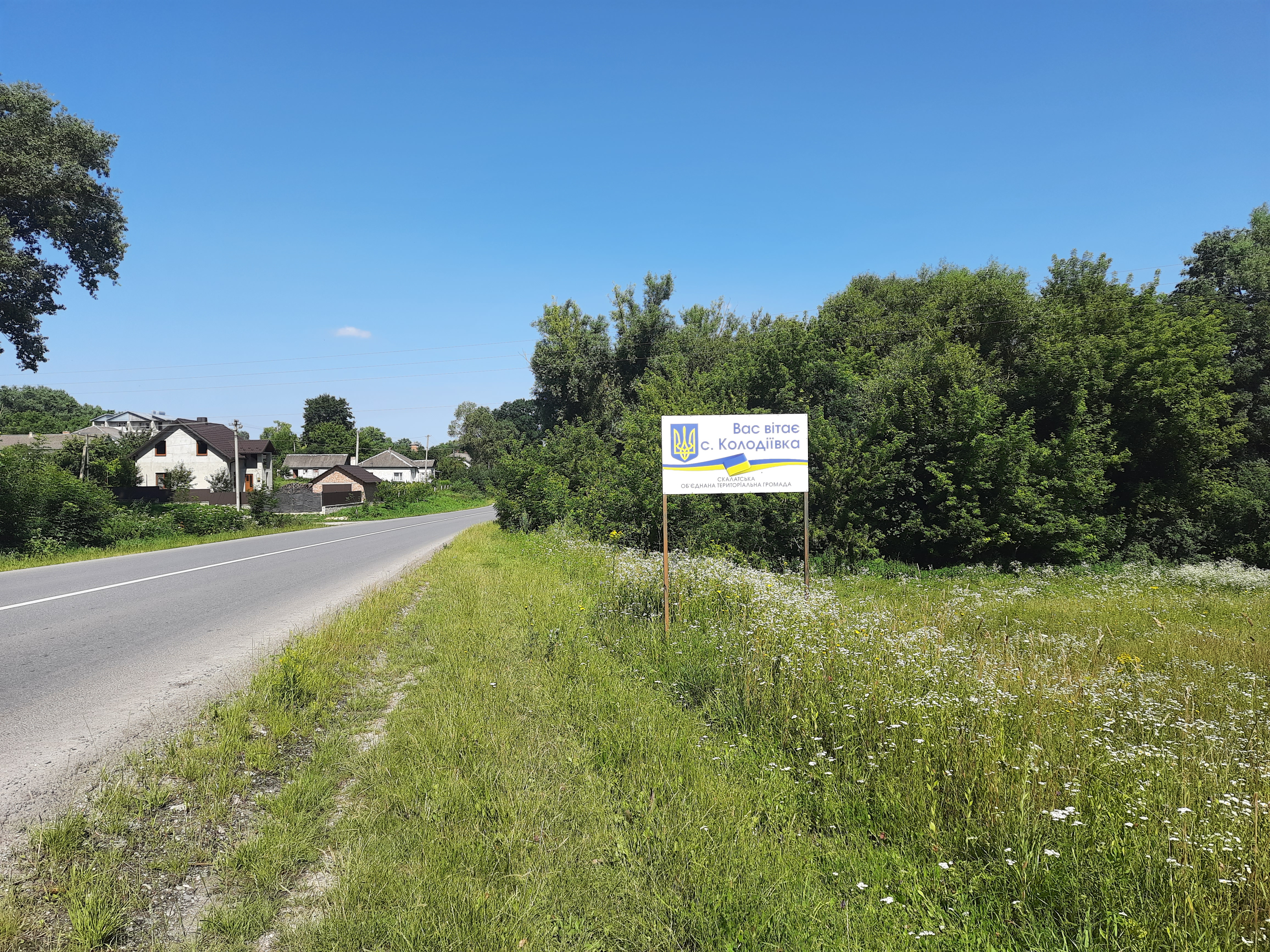
Дорожній знак при в'їзді в село
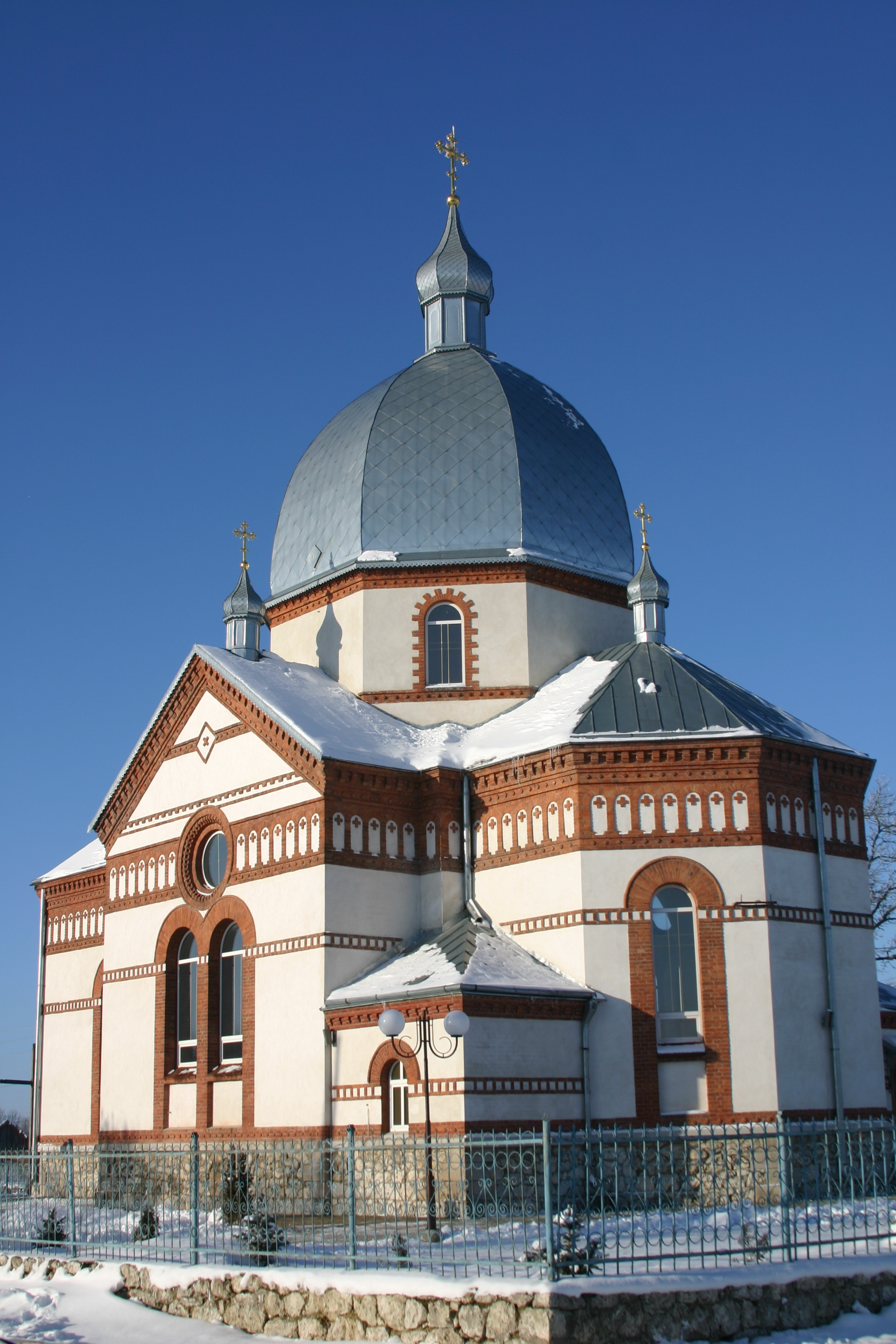
Церква [[Святий Дмитрій|Святого Дмитрія
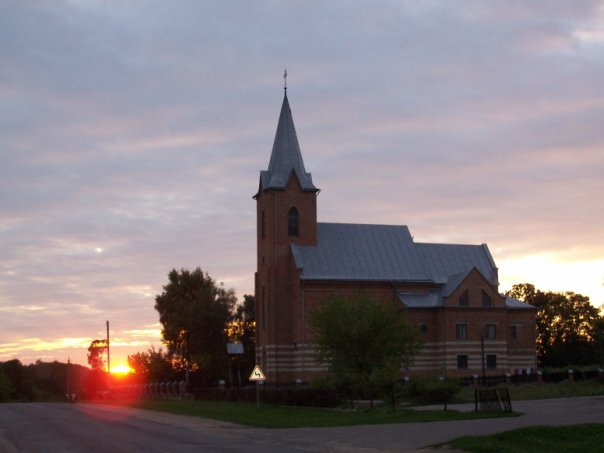
Костел святих Анни та Станіслава у Колодіївці
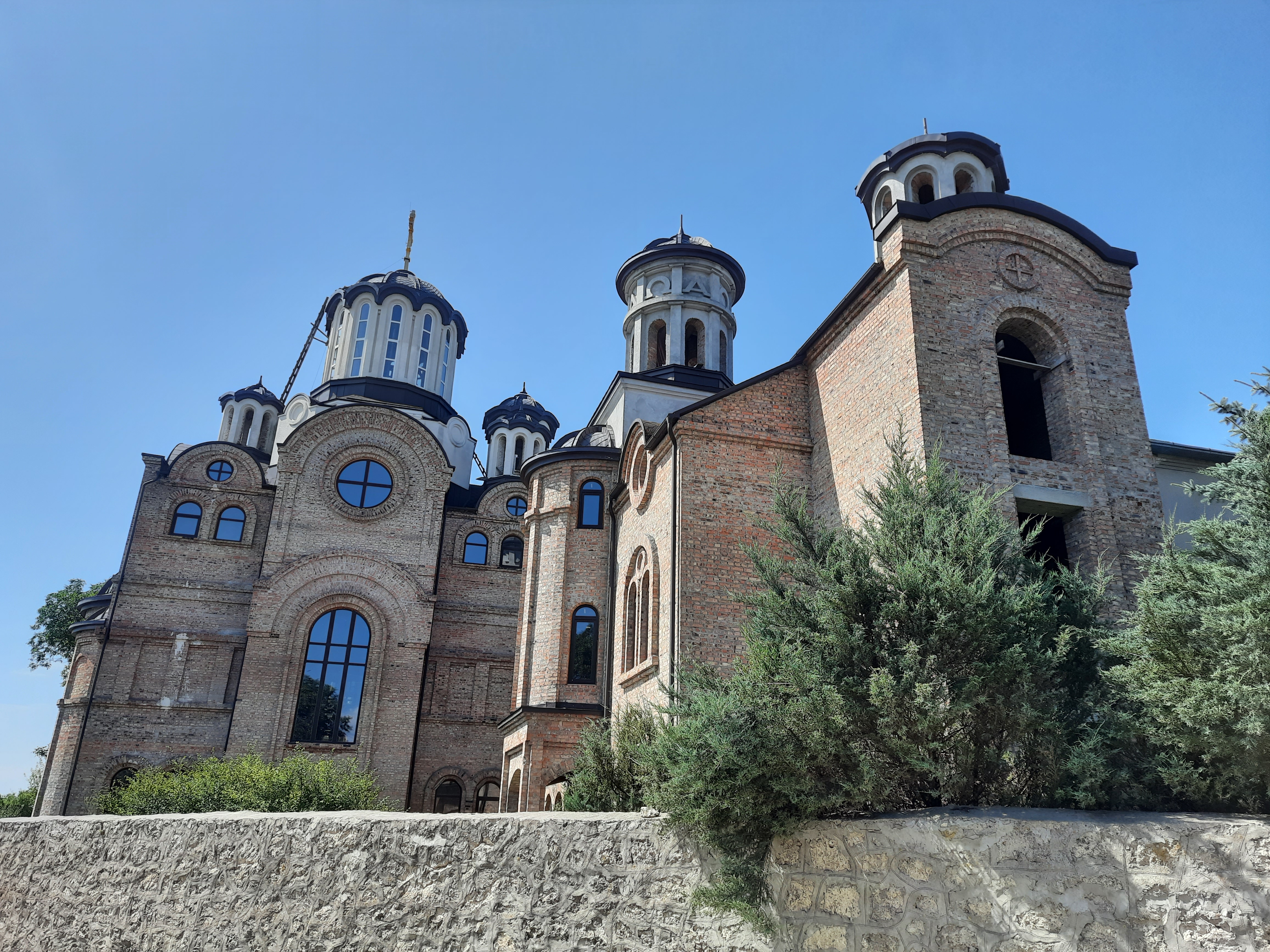
Монастир Святого Теодора Студита
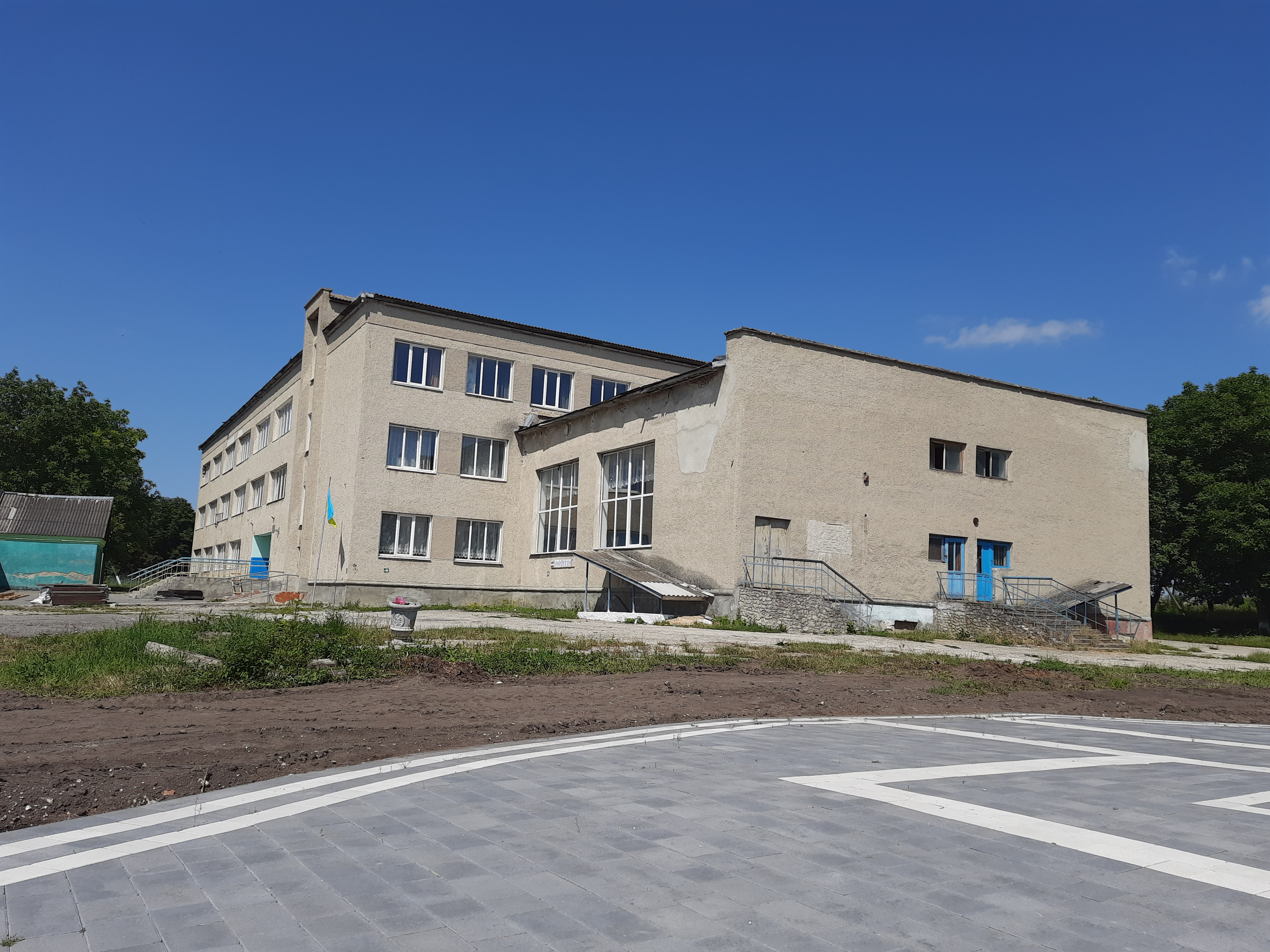
Школа
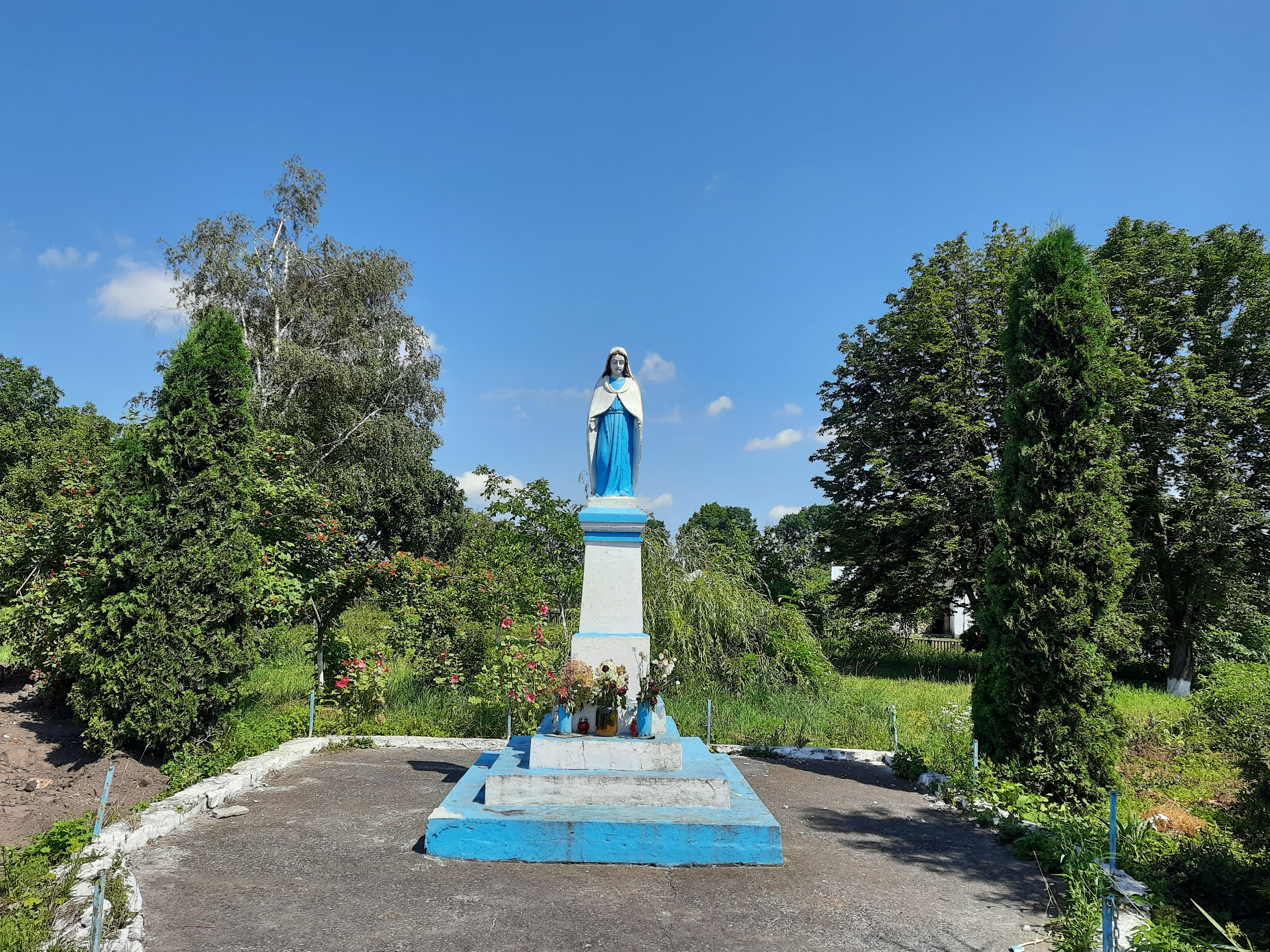
Статуя Божої Матері
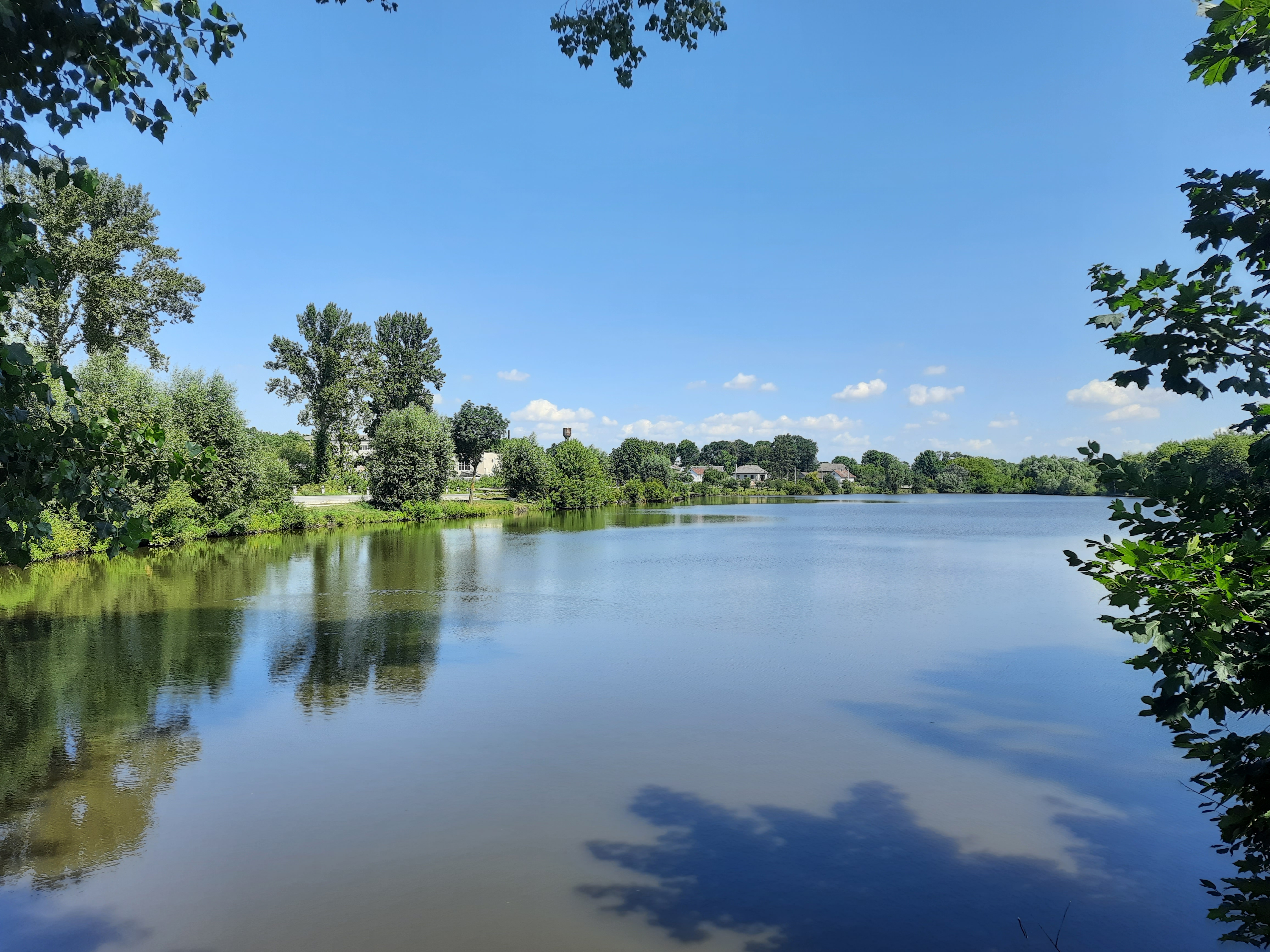
Став біля села